# Wolga-Duitsers

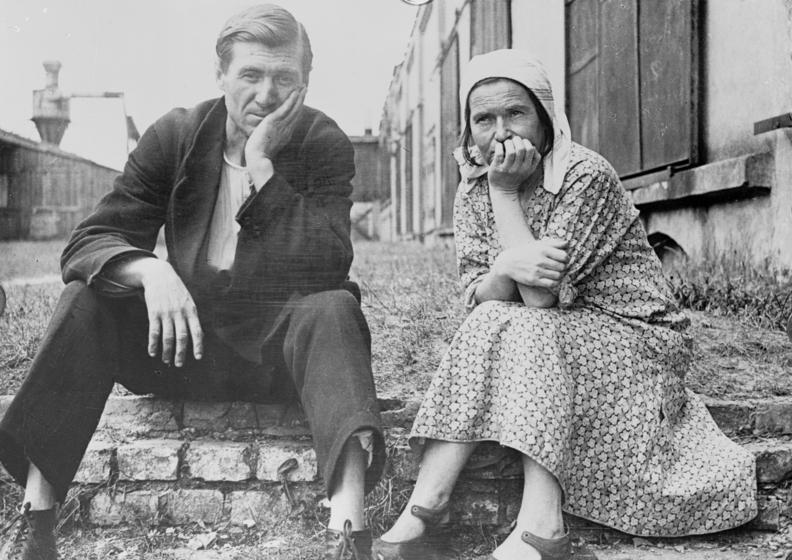
Wolga-Duitse vluchtelingen in een opvangkamp te Schneidemühl (omstreeks 1920-1925)

De Wolga-Duitsers zijn afstammelingen van Duitse immigranten die zich onder de regering van Catharina de Grote in het Russische rijk vestigden, aan de benedenloop van de Wolga. Ze maken 25% uit van het totale aantal Rusland-Duitsers. Tussen 1924 en 1941 werden ze binnen de Sovjet-Unie georganiseerd in de Wolga-Duitse Autonome Socialistische Sovjetrepubliek. Het centrum van de Wolga-Duitsers was de stad Engels, toen bekend onder de naam Pokrovsk.

## Geschiedenis
De kolonisten, die voornamelijk uit Beieren, Baden, Hessen, de Palts en het Rijnland kwamen, volgden tussen 1763 en 1767 de uitnodiging van keizerin Catharina II, die zelf van Duitse afkomst was, naar hun nieuwe vestigingsgebied, waar ze 104 dorpen stichtten. Ze werden gerekruteerd om de steppegebieden aan de Wolga te cultiveren en de invallen van de ruitervolkeren uit aangrenzende gebieden tegen te houden. In de loop van de tijd ontwikkelden ze een bloeiende landbouweconomie, met export naar andere regio's van Rusland.
Het Russische rijk bood de Duitse kolonisten gunstige omstandigheden, waaronder een bijzondere politieke status, het recht om Duits als bestuurstaal te behouden, zelfbestuur en vrijstelling van militaire dienst. Deze zelfbeschikkingsrechten werden in 1871 door tsaar Alexander II beperkt en in 1874 volledig afgeschaft, wat leidde tot een golf van emigratie naar de VS, Canada en Argentinië.
Verdere beperkingen en represailles volgden kort na de oprichting van de Sovjet-Unie, toen Stalin hen de hele graanoogst afnam en aan het buitenland verkocht. Dit veroorzaakte in 1921/22 een hongersnood waaraan duizenden Wolga-Duitsers stierven.
In 1924 werd de Wolga-Duitse Autonome Socialistische Sovjetrepubliek opgericht, nadat het gebied na de Oktoberrevolutie vanaf 1918 autonomie had gekregen. De republiek, die in 1941 werd opgeheven, telde ongeveer 600.000 inwoners, van wie ongeveer twee derde van Duitse afkomst was.
Na de aanval van het Duitse Rijk op de Sovjet-Unie in juni 1941, liet Stalin op 28 augustus het presidium van de Opperste Sovjet van de Sovjet-Unie het decreet “Over de hervestiging van Duitsers die in het Wolgagebied wonen” goedkeuren. De ongeveer 400.000 overgebleven Wolga-Duitsers werden beschuldigd van collectieve collaboratie, gedeporteerd naar Siberië en Centraal-Azië en daar gedwongen in werkkampen van het "Arbeidsleger" (Трудармия), waarbij duizenden stierven. De meeste Rusland-Duitsers, zowel mannen als vrouwen, werden tussen oktober 1942 en december 1943 opgeroepen.
Pas in 1964 werden ze officieel vrijgesteld van de beschuldiging van collaboratie - met enige voorbehouden. 1964 was het einde van het Chroesjtsjov-tijdperk, dat in 1953 was begonnen na de dood van Stalin. De dooiperiode duurde van ongeveer 1956 tot 1964.
De Bondsrepubliek Duitsland maakte het sinds de jaren zeventig voor Wolga-Duitsers mogelijk om naar Duitsland te reizen en genaturaliseerd te worden. In 2002 woonden er nog zo'n 600.000 etnische Duitsers in Siberië, van wie velen Siberisch-Duits als moedertaal noemden. Volgens de Russische volkstelling van 2010 woonden er ongeveer 400.000 etnische Duitsers in Rusland (34 procent minder dan in 2002), waaronder de Rusland-Mennonieten.

## Bekende Wolga-Duitsers
Bekende Wolga-Duitsers zijn:
- Gabriel Heinze (1978), Argentijns voetballer (van Wolga-Duitse afkomst van vaderszijde)
- Cristina Fernández de Kirchner (1953), voormalig president van Argentinië (Wolga-Duitse afkomst van moederszijde)
- Vladimir Propp (1895-1970), folklorist
- Edoeard Rossel (1937), politicus
- Alfred Schnittke (1934-1998), componist en pianist
- Tanja Szewczenko (1977), kunstijsschaatsster en actrice (Wolga-Duitse afkomst van moederszijde)
- Helene Fischer (1984), zangeres (grootouders waren Wolga-Duitsers)